# Kay Siering

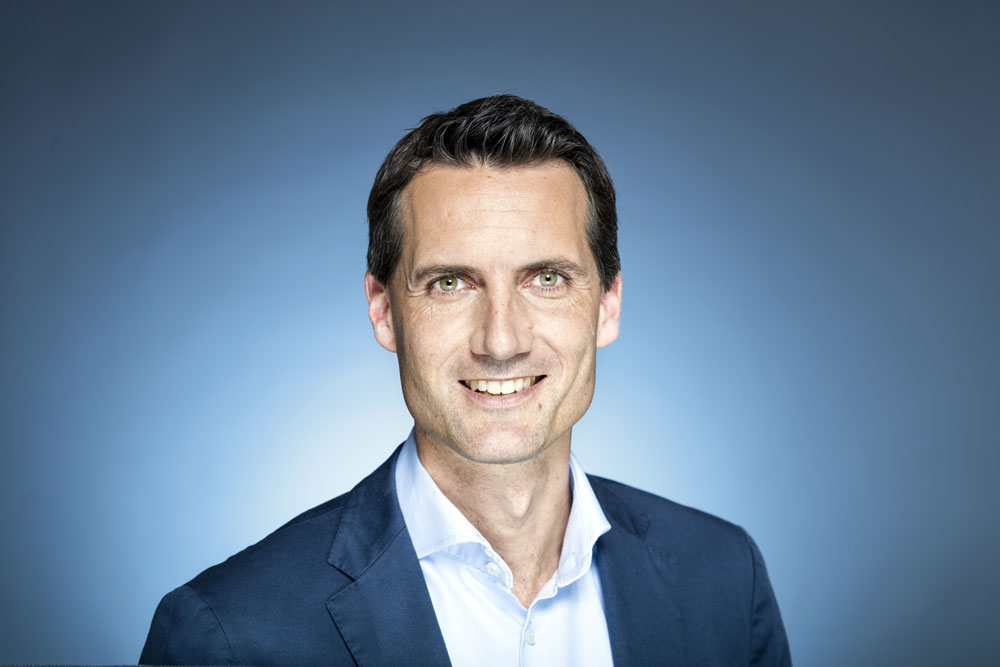
Kay Siering (2017)

Kay Siering (* 6. Januar 1976 in Hamburg) ist ein deutscher Fernsehjournalist, Produzent und TV-Moderator. Seit Januar 2019 ist er Geschäftsführer von Spiegel TV.

## Leben und Karriere
Nach dem Abitur studierte Siering Politische Wissenschaften, Geschichte und Journalistik an der Universität Hamburg sowie an der Harvard-University (USA). Bereits während des Studiums arbeitete er als freier Mitarbeiter für verschiedene Tageszeitungen und Fernsehproduktionen, darunter für den Norddeutschen Rundfunk (NDR) und Spiegel TV.
Seit 2003 ist er in verschiedenen Funktionen für Spiegel TV tätig. Als Filmemacher realisierte er dabei zahlreiche TV-Dokumentationen für das ZDF, die ARD, Arte, National Geographic Channel und Vox. Von 2011 bis 2017 leitete er hier das Ressort „Ko- und Auftragsproduktionen“, seit 2017 verantwortet er als Produzent die Produktion von Sendereihen und Dokumentationen für öffentlich-rechtliche und private TV-Sender in Deutschland sowie internationale Koproduktionen. Im März 2014 wurde Siering zusätzlich zum stellvertretenden Chefredakteur von Spiegel TV ernannt. Er ist außerdem als TV-Moderator tätig. Von 1998 bis 2008 moderierte er die Nachrichten des TV-Senders Vox. Seit November 2010 moderiert er als Vertretung von Maria Gresz das Spiegel TV Magazin (RTL). Als Dozent lehrt er zudem an der HSBA Hamburg School of Business Administration und der Internationalen Filmschule Köln (ifs).
Im Januar 2019 wurde Kay Siering zum Geschäftsführer von Spiegel TV ernannt und trat damit die Nachfolge des zum Jahresende ausscheidenden Geschäftsführers Dirk Pommer an. Siering führt die Tätigkeit gemeinsam mit Geschäftsführer Michael Rathje aus.
Siering ist verheiratet und lebt mit seiner Frau und seinen beiden Kindern bei Hamburg.

## Auszeichnungen
Zahlreiche der von Kay Siering realisierten oder produzierten TV-Programme erhielten Auszeichnungen oder wurden für mehrere Preise nominiert (Auswahl):
Deutscher Fernsehpreis
- „Hinter Gittern - Das geheime Frauengefängnis der DDR“ (VOX) Regie: Susanne Gerecke, Kay Siering, Nominierung „Beste Dokumentation“ (2010)[4]
- „Äquator - 360° - Die Linie des Lebens“ (ZDF, Arte, NHK, Discovery Channel Canada) Produzent: Kay Siering, Nominierung „Bester Doku-Mehrteiler“ (2019)[5]
- „Unantastbar - Der Kampf für Menschenrechte“ (ZDF, Arte, CBC Canada) Produzent: Kay Siering, Nominierung „Beste Dokumentation“ (2019)

Grimme-Preis
- „Flucht nach Europa“ (ZDF, Arte) Produzent: Kay Siering, Nominierung „Beste Informationssendung“ (2016)[6]

New York Festivals
- „The Olympic Dream - The 1936 Nazi Games“ (ARD) Produzent: Kay Siering, World Silver Medal (2017)[7]
- „Unantastbar - Der Kampf für Menschenrechte“ (ZDF, ARTE, CBC Canada) Produzent: Kay Siering, World Gold Medal (2020)

## Filmografie

### Als Filmemacher (Auswahl)
- 2016: Terra X „Abenteuer Südsee“ (ZDF, Arte), Co-Autor: Christopher Gerisch
- 2015: „Unheilbar pädophil?“ (3sat), Co-Autorin: Liz Wieskerstrauch
- 2015: Terra X „Abenteuer Neuseeland“ (ZDF, Arte), Co-Autor: Christopher Gerisch
- 2014: Terra X „Abenteuer Alaska“ (ZDF, Arte), Co-Autor: Christopher Gerisch
- 2014: Terra X „Geheimbünde“ (ZDF, Arte), Co-Autoren: Jens Nicolai, Nanje Teuscher
- 2013: „Gunter Sachs – Der Gentleman-Playboy“ (ARD, SRF), Co-Autor: Jens Nicolai
- 2012: Terra X „Abenteuer Sibirien“ (ZDF, Arte)
- 2011: Terra X „Der Fund von Tell Halaf“ (ZDF, Arte)
- 2010: Terra X „Schatzjagd in der Tiefe“ (ZDF, Arte)
- 2009: Terra X „Das Geheimnis der Eiszeitjäger“ (ZDF, Arte)
- 2008: „Hinter Gittern – Das geheime Frauengefängnis der DDR“ (VOX)

### Als Produzent (Auswahl)
- 2025: Stammheim – Zeit des Terrors (ARD)
- 2020: „Die Gier nach Lachs“ (Arte)
- 2020: „Abenteuer Vietnam“ (ZDF, Arte)
- 2019: „Skandinaviens versteckte Paradiese“ (ZDF, Arte)
- 2019: „Operation Mondlandung – Die NASA und die Ex-Nazis“ (ARD, Arte)
- 2019: „Panzer. Macht. Geschichte.“ (Arte)
- 2019: „Die Vermessung der Erde“ (ZDF, Arte)
- 2019: „Bundespolizei LIVE“ (Kabel Eins)
- 2018  „Unantastbar – Der Kampf für Menschenrechte“ (ZDF, Arte, CBC)
- 2018: „Äquator – Linie des Lebens“ (Arte, NHK, Discovery Channel Canada)
- 2018: „Hartes Deutschland“ (RTL 2)
- 2018: „Der Streit um den Hirntod“ (Arte)
- 2018: „Re:“ (Arte)
- 2018: Terra X „Rätselhafte Phänomene“ mit Dirk Steffens (ZDF)
- 2017: „Mensch Schröder“ (ZDF)
- 2017: „Vererbte Narben“ (ARTE)
- 2017: „Die spektakulärsten Kriminalfälle“ (Kabel Eins)
- 2016: „Der Traum von Olympia – Die Nazi-Spiele von 1936“ (ARD, Arte)
- 2016: „Kabel Eins Doku Magazin“
- 2015: „Tatort Matterhorn“ (SRF, ORF, ZDF, Arte)